# أبو القاسم الرافعي القزويني
أبو القاسم عبد الكريم بن أبي الفضل محمد بن عبد الكريم بن الفضل بن الحسن بن الحسين القَزْوِيْنيّ الرَّافِعِيّ الشَّافِعي؛ وكنيته: أبو القاسم، ونسبته إلى قَزوين إحدى المدائن بـأصبهان (555- 623 هـ / 1160- 1226 م)، وهو عالم دين مسلم، محدث من علماء الحديث ورواته، أصولي وفقيه محقق مجتهد، مفسر ومؤرخ، من كبار أعلام الشافعية. جمع بين الفقه ورواية الحديث، واشتهر عند العجم والعرب بعلمه، ومؤلفاته، وبحوثه في العلم، وجودة عبارته. يعرف بـالرافعي، نسبة إلى رافع أحد أجداده، وأصله من العرب، استوطن قزوين، ويعود نسبه إلى الصحابي: رافع بن خديج، وإليه النسبة فيقال له الرافعي. ولد في قَزْوِيْن، سنة خمس وخمسين وخمسمائة هجرية، ونشأ فيها بين أسرة عرفت بالعلم، في كنف والده الملقب بـمفتي الشافعية، ووالدته صفية بنت أسعد الزاكاني. تعلم عند والده المعروف بـأبي الفضل، وخال والدته أحمد بن إسماعيل، وأخذ عنهما، وعن كبار علماء عصره. كان متضلعا في فنون العلم، خصوصا في علوم الشريعة،  يوصف بأنه مجتهد زمانه، وله اختيارات وترجيحات في الفقه المقارن، يعد من محرري مذهب الشافعية، ومحققيه في القرن السابع الهجري. ويُلقب الرافعي بـشيخ الشافعية، فإذا أُطلق لفظ «الشيخين» عند الشافعية أُريد بهما: (الرافعي) و (يحيى بن شرف النووي). انتهت إليه معرفة المذهب ودقائقه، كان بارعا في العلم تقيا صالحا زاهدا متواضعا. وكان متصدرا للإفتاء والتدريس ورواية الحديث، وكان له مجلس بقزوين للفقه، والتفسير، والحديث. ترجم له الكثير من المؤرخين، وأصحاب كتب التراجم، وشهد له كثير من العلماء بمكانته العلمية. له مؤلفات عديدة منها: فتح العزيز شرح الوجيز للغزالي، والشرح الصغير، والمحرر، وشرح مسند الشافعي، والتدوين، والأمالي وغيرها. توفي بـقزوين، في ذي الحجة، ودفن بها سنة ثلاث وعشرين وستمائة هجرية.

## اسمه ونسبه ولقبه

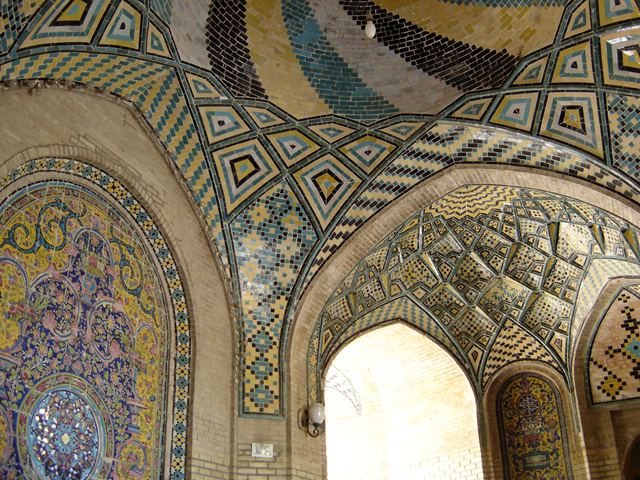
أحد المعالم بقزوين

أبو القاسم عبد الكريم الرافعي القزويني، اسمه: عبد الكريم ابن أبي الفضل: محمد بن عبد الكريم ابن الفضل بن الحسن بن الحسين الرافعي القزويني الشافعي. وكنيته: أبو القاسم، ونسبته: الرافعي، القزويني. يعرف بـالإمام الرافعي، أو بـأبي القاسم الرافعي، ويشتهر بكنيته ونسبته، فيقال له: أبو القاسم الرافعي، ويقال له: عبد الكريم الرافعي، ويقال له: الرافعي مجردا عن الاسم والكنية، (1) لكن إذا أطلق عند الشافعية؛ فلا يراد به سواه. ويشتهر في بلاد العجم بالإمام رافعان. وقد ذكر الرافعي في كتاب التدوين، -عند ذكر نسب والده-: أنه سمع الخطيب الأفضل محمد بن أبي يعلى السراجي، يحكى عن أشياخ له: أن الرافعية من أولاد العرب الذين توطنوا تلك البلاد في عهد التابعين وأتباع التابعين، وذكر أنه سمع غير واحد: أن آخرين -من الرافعية- من ولد رجل من العرب اسمه: رافع، أو كنيته أبو رافع، سكن أحدهما قزوين والآخر همدان، وأعقب كل واحد فيهما، فقيل لأولادهما: الرافعية. ويقال له: القزويني، نسبة إلى قزوين، وهي إحدى المدائن بأصبهان. كما يقال له أيضا: الشافعي نسبة لمذهبه في الفقه، ويعرف أيضا بـالفقيه الشافعي، أو: شيخ الشافعية، أو: إمام الدين.
نسبه: ذكر أبو القاسم الرافعي نسبه في كتاب الأمالي الشارحة وهو: عبد الكريم ابن أبي الفضل محمد بن عبد الكريم بن الفضل بن الحسن بن الحسين. قال ابن الملقن: «أما هو: فهو الإمام العالم العلامة المجتهد إمام الملة والدين حجة الإسلام والمسلمين أبو القاسم عبد الكريم ابن الإمام أبي الفضل محمد بن عبد الكريم بن الفضل بن الحسن بن الحسين. كذا ساق في نسبه في أماليه وكذا كتب له بما قدمناه من الألفاظ أهل زمانه. القزويني الرافعي الشافعي خاتمة الأئمة من أصحابه المرجوع إلى قولهم.»
ووالده محمد بن عبد الكريم بن الفضل بن الحسن بن الحسين رافع القزويني الرافعي الشافعي، ويكنى أبوه بـأبي الفضل. ذكره الذهبي فقال: «الإمام العلامة مفتي الشافعية أبو الفضل محمد بن عبد الكريم بن الفضل الرافعي القزويني». وأمه: صفية بنت الإمام أبي الرشيد أسعد الزاكاني
يلقب أبو القاسم الرافعي بألقاب وضعت له، وأصبح معروفا بها، وغالبا ما تكون هذه الألقاب للدلالة على مكانة علمية محددة في اصطلاح العلماء، وقد ذكر العلماء في كتب التراجم وغيرها الألقاب التي أطلقت عليه، فيلقب بـ (الإمام العالم العلامة المجتهد، إمام الملة والدين، حجة الإسلام والمسلمين، شيخ الشافعية، عالم العجم والعرب، إمام الدين، صاحب الشرح الكبير، -نسبة إلى كتابة فتح العزيز شرح الوجيز للغزالي-). قال الذهبي: «شيخ الشافعية، عالم العجم والعرب، إمام الدين، أبو القاسم عبد الكريم ابن العلامة أبي الفضل محمد بن عبد الكريم بن الفضل بن الحسين الرافعي القزويني».

## نسبته

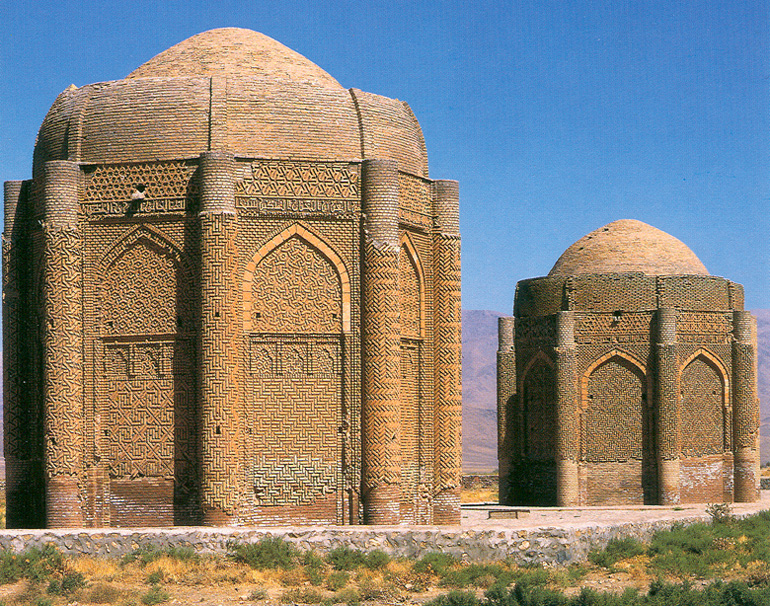
خرقان في المحافظة قزوین (Qazvin)

ينسب الرافعي إلى جد من أجداده يقال له: رافع، ويعود نسبه إلى الجد الأول وهو الصحابي رافع بن خديج الأنصاري، فأجداد الرافعي من العرب، الذين استوطنوا بلاد قزوين، يقال لهم: الرافعية، نسبة إلى جدهم المسمى: رافع. كما أن الرافعية يطلق على آخرين من العرب، يعود نسبهم إلى رجل من العرب يقال له: رافع، أو يكنى بأبي رافع، استوطن أحدهما بلاد قزوين، والآخر همذان، (2) وكان لكل منهما أولادا يعرفون بـالرافعية. ويعرف أبو القاسم عبد الكريم بـالرافعي، نسبة إلى رافع أحد أجداده، ويعود نسبة إلى الصحابي رافع ابن خديج الأنصاري، ذكر ابن الملقن: أن الإمام ركن الدين عبد الصمد بن محمد الديلمي القزويني سأل القاضي مظفر الدين -قاضي قزوين- عن نسبة الرافعي إلى ماذا ينسب؟ فقال أن الرافعي نفسه: كتب بخطه في كتاب التدوين في أخبار قزوين: أنه منسوب إلى رافع بن خديج، وقال مظفر الدين أنه يوجد عنده كتاب التدوين للرافعي، وفيه ما كتبه الرافعي بيده في الكتاب.. قال الذهبي: «وقال مظفر الدين قاضي قزوين: عندي بخط الرافعي في كتاب (التدوين في تواريخ قزوين) له أنه منسوب إلى رافع بن خديج الأنصاري رضي الله عنه. قال لي أبو المعالي بن رافع: سمعت الإمام ركن الدين عبد الصمد بن محمد القزويني الشافعي يحكي ذلك سماعا من مظفر الدين، ثم قال الركن: لم أسمع ببلاد قزوين ببلدة يقال لها رافعان». ذكر ابن الملقن قولا نسبه للنووي وهو: أنه منسوب إلى رافعان قرية من بلاد قزوين. لكن لو كان منسوبا إلى رافعان؛ فستكون النسبة: رافعاني، وليس كذلك، وقد ذكر ركن الدين القزويني: أنه لم يسمع في قزوين بقرية يقال لها رافعان ولا رافع، وكلمة: رافعان عند العجم، مقابل كلمة: الرافعي عند العرب، قال قاضي القضاة جلال الدين القزويني: إن رافعان بالعجمي مثل الرافعي بالعربي، فإن الألف والنون في آخر الاسم عند العجم كياء النسب في آخره عند العرب. فلفظ: رافعان نسبة إلى رافع، وهو مشهور عند العجم بالإمام رافعان. وقال أيضا: ثم إنه لا يعرف بنواحي قزوين بلد يقال لها: رافع بل هو منسوب إلى جد من أجداده. وقد ذكر ابن الملقن: أن النسبة إلى بلدة رافعان هي ادعاء لا أصل له، وقال: أن الرافعي أعرف بنفسه، وكذا أهل قزوين أعرف ببلادهم. وذكر ابن حجر العسقلاني نحو هذا وقال: «وحكى ابن كثير قولا إنه منسوب إلى أبي رافع مولى النبي ﷺ».

## مولده

موقع قزوین ضمن إيران حالياً

ولد أبو القاسم الرافعي سنة 555 هـ، قال الذهبي: «ولد سنة خمس وخمسين وخمسمائة». وذكر ابن الملقن أن مولده تقريبا سنة ست وخمسين وخمسمائة، وعلل ذلك بأن الرافعي قال في الأربعين التي خرجها في الرحمة: أنه روى عن والده -حضورا- وهو في الثالثة، سنة ثمان وخمسين، فيكون مولد الرافعي على هذا -تخمينا- سنة ست وخمسين وخمسمائة. لكن كانت ولادته في آخر السنة، بما يعني: أن السنة التي ولد فيها لم يحسب منها إلا فترة وجيزة من آخرها، قال الرافعي في كتاب التدوين: كان والدي يقول لي: ولدتك بعد ما جاوزت الأربعين، وولدت في أواخر العاشر من شهور سنة خمس وخمسين وخمسمائة. وكانت ولادته في قزوين، إحدى المدائن بـأصبهان.(3) وينسب الرافعي إلى قزوين، فيقال له: القزويني، نسبة إليها. وقد ذكرها الرافعي في كتاب: التدوين في ذكر أهل العلم بقروين، وقال: «أصلها بالفارسية: «كشوين»، ويقال لها بالعربية: «قزوين»». قال ابن الملقن: «وقَزوين: (بِفَتْح الْقَاف)، مدينة معروفة، كذا قاله ابن السَّمْعَانِيّ. وقال غيره: هي مدينة كبيرة في عراق العجم، عند قِلاَع الإِسماعيلية.»

## نشأته وتعليمه
نشأ أبو القاسم الرافعي في كنف والديه، في أسرة تهتم بالعلم، فقد كان والده مدرسا وفقيها له مجلس للتفسير ورواية الحديث بقزوين، وكان المتعلمون يتوافدون عليه للأخذ عنه، فاهتم والده بتعليمه منذ صغره، فتعلم القرآن، والحديث، واللغة العربية، وغيرها، وتفرغ لطلب العلم وتحصيله، في مراحل التعليم الأولى، وقد كان يحضر مجلس أبيه، مع المتعلمين ورواة الحديث، وسمع الحديث عن والده، حينما كان له من العمر ثلاث سنوات، قال الذهبي وغيره: «قال الرافعي: «سمعت من أبي حضورا في الثالثة، سنة ثمان وخمسين وخمسمائة».» بالإضافة إلى أن أمه ووالديها كانوا من أهل العلم والفقه والحديث. تعلم عند أبيه الحديث والتفسير والفقه. وقرأ الحديث بالرواية عن والده سنة 569 هـ. قال الذهبي: «وقرأ على أبيه سنة تسع وستين.» وكان والده: محمد بن عبد الكريم من كبار علماء قزوين، فدرس وتفقه على يديه، كما قرأ الحديث عند خال والدته: أحمد بن إسماعيل الطالقاني، وعند غيرهما من علماء عصره، أخذ القرآن والحديث واللغة، وغيرها من العلوم، حتى أصبح بارعا في علم التفسير والحديث، وأصول الفقه وفروعه، وكان مشتغلا بالعلم، مهتما بالتعليم منذ أن كان في صباه. وقد كانت عادة الناس ذلك الحين تعليم الصغار فيما يسمى بـالكتاب، لتعليم القراءة والكتابة، قبل الالتحاق بمجلس تعليم الكبار، وقد كان الرافعي يستمع للحديث بالحضور في مجلس والده، الذي كان يرأس مجلس الحديث، وينقل عنه الرواة. وقد تعلم أبو القاسم الرافعي عند والده: محمد بن عبد الكريم بن الفضل بن الحسن بن رافع القزويني الرافعي الشافعي، الملقب بـ (أبي الفضل)، وكان ملازما لحضور الدروس عند والده، وكان تعليمه عنده أكثر من غيره، فأخذ عنه الفقه، وتعلمه عنده دراسة وشرحا وتحصيلا وتعليقا، ولم يذكر بعض المترجمين له أنه تفقه على غير والده، قال ابن الملقن: «لا أعلم أحدا تفقه عليه غيره.» لكن ذكر ابن قاضي شهبة: أنه تفقه على والده وعلى غيره. ولم يكن تعليمه مقصورا على الفقه، بل كان يشمل تحصيل مجموعة من فنون العلوم، فكان هناك درس للفقه، ودرس للتفسير، ودرس للحديث، بالإضافة إلى دروس أخرى في اللغة، وعلم أصول الفقه وغير ذلك. وقد كان للرافعي اهتمام بتحصيل علم الحديث، من خلال قراءة متون الحديث -نصوص الحديث-، وشروح الحديث، وروايته بالأسانيد، وعلم أصول الحديث ودرايته، وتحصيل أقوال العلماء، وكان يقوم بتلخيص ما تعلمه، وجمع محصلة التعليم في مدونات، أو ما يسمى بـالتعليقات، (4) وهي: كتابة ما يمليه الشيخ وجمعه، وقد تسمى: أمالي، وكان يطلع على ما كان يكتبه والده من تعليقات أو أمالي جمعها والده أثناء دراسته عند مشائخه. كان الرافعي يجيد قراءة الدروس بفصاحة. قرأ على أبيه في سنة تسع وستين وخمسمائة هجرية، وروى عنه وعن عبد الله بن أبي الفتوح بن عمران الفقيه، وحامد ابن محمود الخطيب الرازي، وأبي الكرم علي بن عبد الكريم الهمذاني، وعلي بن عبيد الله الرازي، وأبي سليمان أحمد ابن حسنويه، وعبد العزيز بن الخليل الخليلي، ومحمد بن أبي طالب الضرير، وروى بالإجازة عن الحافظ أبي العلاء العطار، وعن أبي زرعة طاهر المقدسي، وأبي الفتح ابن البطي، وغيرهم ممن أخذ عنهم الرواية بالقراءة، أو السماع، أو حصل منهم على الإجازة.

## شيوخه
شيوخ أبي القاسم الرافعي كثيرون، فقد تعلم منهم، وروى عنهم، إلا أنه كان لوالده النصيب الأكبر في تعليمه، فقد كان والده يتولى مجالس للتفسير ورواية الحديث، والفقه، والدروس التعليمية، فأخذ عن والده الكثير، وعن خال والدته: أحمد بن إسماعيل الطالقاني أبو الخير أحمد ابن إسماعيل ابن يوسف ابن محمد ابن العباس رضي الدين أبو الخير الطالقاني القزويني (512 هـ- 590 هـ).
وقد ذكر تاج الدين السبكي في ترجمته للرافعي أنه: سمع الحديث من جماعة منهم: أبوه، وأبو حامد عبد الله ابن أبي الفتوح ابن عثمان العمراني، والخطيب أبو نصر حامد ابن محمود الماوراء النهري، والحافظ أبو العلاء الحسن ابن أحمد العطار الهمذاني، ومحمد ابن عبد الباقي ابن البطي، والإمام أبو سليمان أحمد ابن حسنويه وغيرهم، وحدث بالإجازة عن: أبي زرعة المقدسي وغيره. قرأ الحدِيث على والده، محمد بن عبد الكريم الرافعي، قال فِي الأربعين: «أخبرني والدي بقِراءتِي عليه سنة تسع وستِّين وخمسمائة»، ذكره ابن الملقن، في كتاب: البدر المنير، وعلى خال والدته: أحمد بن إسماعيل الطالقاني، وقرأ الحديث على: أبي بكر عبد الله ابن إبراهيم ابن عبد الْملك. وروى عن أبيه وعن خال والدته: أحمد بن إسماعيل الطالقاني. وسمع بـبغداد من محمد ابن عبد الباقي ابن أحمد ابن سلمان أبو الفتح البغدادي الحاجب مسند العراق، المعروف بـابن البَطِّي، (477 هـ- 564 هـ)، سمع منه في بغداد، وروى عنه. وسمع بـهمدان من الحسن ابن أحمد ابن الحسن ابن أحمد بن محمد العطار الهمذاني، (488 هـ- 569 هـ)، من كبار الحفاظ، وروى عنه. وروى بالإجازة العامة عن أبي سعد السمعاني، كما روى بالإجازة الخاصة عن أبي زرعة طاهر ابن الحافظ أبي الفضل محمد ابن علي المقدسي، المولود سنة 480 أو 481 هجرية، وتوفي سنة 566 هجرية، وعن رجب ابن مذكور ابن أرنب، وغيرهما. وسمع من محب الدين أبو عبد الله محمد بن محمود بن الحسن بن هبة الله ابن محاسن المعروف بـابن النجار، (578 هـ- 643 هـ)، صاحب ذيل تاريخ بغداد، وسمع من جماعات: منهم: أبو سليمان أحمد ابن حسنويه ابن حاجي الزبيري الشريف الأديب المناظر الفقيه، والواقد بن خليل الحافظ، -جد الزبيري لأمه-، وأحمد ابن الحسن العطَّار، والحسن ابن أحمد ابن الحسن ابن أحمد بن محمد العطَّار الهمذاني الحافظ، واللَّيث ابن سعد الْكشميهني الهمذاني. وحامد ابن محمود ابن علي الماوراء النَّهْرِي الخطيب الرَّازِيّ المفتي المناظر المحدث، وشهردار ابن شيرويه ابن فناخسرو الديلمي المتقن الحافظ صاحب مسند الفردوس، وعبد الله ابن أبي الفتوح ابن عمران العمراني أبو حامد، -أحد الفقهاء المعتبرين-، وعبد الواحد ابن علي ابن محمد. وسمع أيضا من علي ابن عبيد الله ابن الحسن ابن الحسين ابن بابويه، الرَّازِيّ الحافظ، وعلي ابن المختار ابن عبد الواحد العربوي، وعلي ابن سعيد الحَبَّار، ومبارك ابن عبد الرحمن، ومحمد ابن أبي طالب -أو طالب- ابن بلكويه ابن أبي طالب الضَّرِير الْمُقْرِئ العابد، ومحمد ابن أحمد النَّيْسَابُورِي، ويحيى ابن ثابت البَقَّال، وأبو الكرم علي بن عبد الكريم الهمذاني، وغيرهم.

## تلامذته والرواة عنه
تعلم على يد الرافعي: ابنه عزيز الدين، وكان للرافعي مجلس للتعليم بـقزوين، وكان يروي الحديث في الجامع الكبير بقزوين، وفي المدينة المنورة، في موسم سفره للحج. وممن أخذ عنه: تقي الدين ابن الصلاح، ذكر في مقدمة كتاب «شرح التبصرة والتذكرة» أن مشائخ ابن الصلاح كانوا في الغالب من علماء الحديث، وعد من أشهرهم: أبا القاسم عبد الكريم الرافعي. وممن روى عن الرافعي -سماعا-: ابنه عزيز الدين محمد، والحافظ عبد العظيم المنذري، بالمدينة المنورة، وروى عنه بالإجازة: ابن أخته أبو الثناء محمود ابن سعيد القزويني الطاوسي، وأبو الفتح عبد الهادي ابن عبد الكريم القيسي خطيب المقياس، وفخر الدين عبد العزيز ابن قاضي القضاة عبد الرحمن المعروف بـ (ابن السكري)، وغيرهم. قال تاج الدين السبكي: «روى عنه: الحافظ عبد العظيم المنذري وغيره». قال الذهبي: «سمع منه الحافظ عبد العظيم بالموسم، (5) وأجاز لأبي الثناء محمود بن أبي سعيد الطاوسي، وعبد الهادي بن عبد الكريم خطيب المقياس، والفخر عبد العزيز بن عبد الرحمن ابن السكري». ذكر الحافظ الذهبي رواية عن الرافعي فقال: «أخبرنا إسحاق بن إبراهيم المقرئ، أخبرنا عبد العظيم الحافظ سنة خمس وخمسين، حدثنا الشيخ أبو القاسم عبد الكريم بن محمد القزويني لفظا بمسجد رسول الله ﷺ أخبرنا أبو زرعة إذنا. (ح)(6) وأخبرنا عبد الخالق القاضي، أخبرنا أبو محمد بن قدامة، أخبرنا أبو زرعة، أخبرنا أبو منصور بن المقومي إجازة -إن لم يكن سماعا- أخبرنا أبو القاسم الخطيب، أخبرنا علي بن إبراهيم القطان، حدثنا ابن ماجه، حدثنا إسماعيل بن راشد، حدثنا زكريا بن عدي، حدثنا عبيد الله بن عمرو، عن عبد الكريم عن عطاء، عن جابر أن رسول الله ﷺ قال: «صلاة في مسجدي أفضل من ألف صلاة فيما سواه، إلا المسجد الحرام، وصلاة في المسجد الحرام أفضل من مائة ألف صلاة فيما سواه.» قال عبد العظيم: «صوابه ابن أسد».»

## أسرته

### والده
والد عبد الكريم الرافعي هو: محمد بن عبد الكريم بن الفضل بن الحسن بن رافع القزويني الرافعي الشافعي،  يقال له: بابويه(7) وهو لقب كان يطلق عليه في صغره، فقد كان من عادة أهل قزوين: أنهم يلقبون الصغير بلقب: بابا أو: بابويه، ومعناه: (سمي جده)، وقد سمي باسم جده، ولكنه كره أن يطلق عليه هذا اللقب. يلقب بـمفتي الشافعية وكنيته: أبو الفضل. قال عنه الذهبي: «الإمام العلامة مفتي الشافعية أبو الفضل محمد بن عبد الكريم بن الفضل الرافعي القزويني». كانت ولادته سنة ثلاث عشرة أو أربع عشرة وخمسمائة هجرية، أو نحوهما. توفي أبواه وهو صغير، واحتضنه جده من قبل أمه: أبو ذر، قال عنه الرافعي: «وكان من عباد الله الصالحين، المشهورين بالصيانة وحسن السيرة». وقام جده بتسليمه إلى الكتاب، وتعليمه وتأديبه ورباه أحسن تربية، بأطيب مكسب، وبعد ما خرج من الكتاب، وهو في حد الصغر: ذهب به جده إلى مفتي البلدة وإمام أئمتها أبي بكر ملكداد بن علي العمركي، فتعلم عنده، وأخذ عن غيره مثل: علي ابن الشافعي، وأبو سليمان الزبيري. وبعد وفاة شيخه: ملكداد سافر إلى الري، في شهر صفر سنة خمس وثلاثين وخمسمائة، فتفقه عند أبي نصر حامد بن محمود الخطيب، وسمع الحديث منه ومن غيره كالحسن بن محمد الغزال البلخي، والقاضي الحسن بن محمد الاسترأبادي وغيرهما. ثم عاد إلى قزوين في آخر شهر شوال تلك السنة. ثم خرج إلى بغداد في شهر رمضان سنة ست وثلاثين وخمسمائة، فتفقه بها وسمع الحديث الكثير، وحصّل من كل فن من فنون العلم، ثم سافر من بغداد للحج، سنة ثمان وثلاثين وخمسمائة. وعقد المجلس في التاجية، في صفر سنة اثنتين وأربعين وخمسمائة، ثم خرج منها في هذه السنة على قصد نيسابور في شهر ربيع الأول، من هذه السنة، وبقي في الطريق أشهراً، ودخل نيسابور في شهر رمضان من هذه السنة، وأقام مدة عند محمد بن يحيى، وسمع بها الحديث من مشائخها، وسمع الحديث أيضا في طوس وآمل وغيرها. وعاد إلى قزوين في شهر صفر سنة تسع وأربعين وخمسمائة. ورغب في مصاهرته أبو الرشيد الزاكاني فتزوج منه والدة أبي القاسم الرافعي، وكان زفافها إليه في شهر صفر سنة ثلاث وخمسين وخمسمائة هجرية. سمع الحديث وتفقه في بلده بقزوين في صباه، ثم سافر إلى الري فسمع وتفقه، ثم ارتحل إلى العراق وتعلم في المدرسة النظامية في بغداد، فسمع الحديث وتفقه على ابن الرزاز، وحج منها، ثم انتقل إلى نيسابور وتعلم في مدرستها النظامية، فحصل على الإمام محمد بن يحيى، وسمع الحديث الكثير، ولما عاد إلى قزوين أقبل عليه المتعلمون، فدرس وفسر وروى الحديث واستفاد الناس منه، وانتفع منه الخاصة والعامة، وصنف في التفسير والحديث والفقه. وكان مشايخه يوقرونه لحسن سيره وشمائله ووفور فضله وفضائله. سمع الحديث بقزوين من أبي علي الحسن بن أحمد الهمذاني، حينما قدم عليهم، ومن ملكداد بن علي بن أبي عمرو، وببغداد من: أبي منصور بن خيرون وأبي الفضل الأرموي، وأبي عبد الله بن الطرائفي، وسعد الخير الأنصاري. وسمع بنيسابور من: أبي الأسعد القشيري، وعبد الخالق بن زاهر الشحامي. تفقه بنيسابور على: محمد بن يحيى، وفي النظامية(8) ببغداد على: أبي منصور ابن الرزاز، وبقزوين على: ملكداد بن علي، وأبي علي بن شافعي، وسمع من: أبي البركات ابن الفراوي، وبرع في المذهب، ذكر ابن الملقن أن أبا القاسم الرافعي قال عن والده في أماليه: «والدي أبو الفضل ممن خص بعفة الذيل وحسن السيرة والجد في العلم والعبادة وذلاقة اللسان وقوة الجنان والصلابة في الدين والمهابة عند الناس والبراعة في العلم: حفظا وضبطا ثم إتقانا وبيانا وفهما ودراية ثم أداء ورواية.» وقال في المجلس العاشر من الأمالي: كتب سعد بن الحسن الكرماني لوالدي وكان سعد من أهل العلم والفضل والبيوتات الشريفة-:
قال: فبلغت أنه كان جوابه. توفي سحر ليلة الأربعاء، السابع من شهر رمضان سنة ثمانين وخمس مائة هجرية، ودفن أول يوم الخميس. 

### والدته
والدته هي: صفية بنت الإمام أسعد الزاكاني تزوجها والده وعمره قد قارب الأربعين سنة، وكان زفافها إليه في شهر صفر، سنة ثلاث وخمسين وخمسمائة هجرية. ترجم لها ابنها: أبو القاسم الرافعي في كتاب الأمالي، وذكر ذلك ابن حجر العسقلاني في مقدمة كتاب التلخيص الحبير ضمن ترجمته للرافعي فقال: «وقال الرافعي عن والدته في "أماليه": "والدتي صفية بنت الإمام أسعد الزاكاني -رحمهما الله- كانت تروي الحديث عن إجازة جماعة من مشايخ أصبهان، وبغداد، ونيسابور، عني بتحصيل أكثرها خالها: أحمد ابن إسماعيل. قال: «لا أعرف امرأة في البلد كريمة الأطرافِ في العلم مثلها، فأبوها كان حافظاً للمذهب، والأقوال، والوجوه فيه، المستقرب منها، والمستبعد، ماهراً في الفتوى، مرجوعاً إليه».»
«قال: «ثم هي-يعني والدته- في نفسها متدينة خائفة، وبما لا بد منه من الفروض عارفة، قارئة لكتاب الله، كثيرة الخير، رقيقة القلب، سليمة الجانب، تحمل الكل، وترغب في المعروف، وتحسن إلى اليتامى، تلي خيراً، وتولي جميلاً ما استطاعت إليهما سبيلاً. وكانت قد ابتليت بعدة بنات، أنفقت واسطة العمر عليهن، حتى استكملن من أدبهن، مضين لسبيلهن فتركنها ثكلى بهن، وللَّه ما أخذ، وله ما أعطى، ولا راد لما حكم وقضى».» وأمها: زليخا بنت القاضي إسماعيل بن يوسف كانت فقيهة يراجعها النساء فتفتي لهن لفظا وخطا، سيما فيما ينوبهن ويستحين منه كالعدة والحيض. وأخواها: من معتبري الأئمة المشهورين في البلد. وجدّها: القاضي إسماعيل ابن يوسف: من أهل العلم، والحديث، والجدّ في العبادة، وكان قد تفقه على القاضي، الشهيد: أبي المحاسن الروياني، وسمع منه الحديث.

### خال والدته
أبو الخير أحمد ابن إسماعيل ابن يوسف ابن محمد ابن العباس رضي الدين أبو الخير الطالقاني القزويني (512 هـ- 590 هـ). خال والدة الإمام الرافعي، وهو أيضا جده من الرضاع؛ لأنه أم والدة الإمام الرافعي من الرضاع. قرأ على: محمد بن يحيى، وعلى ملكداد القزويني، وقرأ بالروايات على إبراهيم بن عبد الملك القزويني. ولي تدريس: النظامية بـبغداد سنة 569 هـ إلى سنة ثمانين، ثم عاد إلى بلاده. نسبته إلى طالقان، ترجم له الرافعي، في كتاب التدوين في أخبار قزوين، وذكر أنه نشأ في طاعة الله، وحفظ القرآن وهو ابن سبع سنين، وكان له اهتمام بالعلوم الشرعية، وتحصيلها بطلب حثيث، كان بارعا فيها رواية ودراية، وتعليما وتذكيرا وتصنيفا، وكان مديما للذكر وتلاوة القرآن في مجيئه وذهابه، وقيامه وقعوده وسائر أحواله. له مؤلفات كثيرة، في التفسير والحديث، والفقه وغيرها، منها ما هو مطول، ومنها ما هو مختصر. انتفع بعلمه أهل العلم وعوام المسلمين. سمع الكثير من الحديث بقزوين، ونيسابور، وبغداد وغيرها، وفهرست مسموعاته متداول. تولى تدريس المدرسة النظامية ببغداد قريبا من خمس عشرة سنة مكرما في حرم الخلافة، مرجوعا إليه، فاصلا حكمه، وفتواه في مواقع الاختلاف. وقال الرافعي: «وسمعت منه الحديث الكثير، يعجبه قراءتي ويأمر الحاضرين بالإصغاء إليها، وكان رحمة الله ماهراً في التفسير حافظا لأسباب النزول، وأقوال المفسرين، كامل النظر في معاني القرآن ومعاني الحديث». قال ابن حجر العسقلاني: «الإمام أحمد ابن إسماعيل: مشهور في الآفاق. قال عنه الإمام الرافعي في كتاب: (الأمالي): «هو أحمد ابن إسماعيل ابن يوسف ابن محمد ابن العباس، الطالقاني، ثم القزويني، أبو الخير، إمام كثير الخير، موفر الحظ من علوم الشرع: حفظاً، وجمعاً، ونشراً بالتعليم، والتذكير، والتصنيف. وكان لا يزال لسانه رطباً من ذكر الله تعالى، ومن تلاوة القرآن، وربما قرئ عليه الحديث وهو يصلي ويصغي إلى القارئ، وينبهه إذا زل، واجتمع له من ذلك القبول التام، عند الخواص والعوام، والصيت المنتشر، والجاه والرفعة. وتولى تدريس النظامية ببغداد مدة، محترما في حريم الخلافة، مرجوعا إليه ثم آثر العودة إلى الوطن. وسمع الكثير من الفراوي، وفهرست مسموعاته متداول. وهو مع كونه خال والدتى، أبوها من الرضاع أيضاً.»»

### إخوته
للرافعي من الإخوة حسبما ذكر في كتاب التدوين في أخبار قزوين، من الذكور الذين تعلموا عند والده، حيث ذكر ضمن ترجمته لوالده أبي الفضل: أن ممن تعلم عند أبيه أبنائه الثلاثة وهم: عبد الكريم ابن أبي الفضل، مؤلف كتاب التدوين، -يعني بذلك نفسه-، والثاني: محمد ابن أبي الفضل، والثالث: عبد الرحمن ابن أبي الفضل، ومعنى هذا أن لأبي القاسم الرافعي اثنان من الإخوة الذكور الذين تعلموا عند أبيهم، وهما: محمد وعبد الرحمن. وهذا لا يعني الحصر في هذا العدد؛ لأنه ذكر منهم الذين تعلموا عند أبيهم، كما أنه ذكر أيضا -عند ذكر والدته- أنها كانت تقوم بتربية بناتها، وذكر كذلك -عند كلامه على وفاة والده-: أن والده ترك أولادا كانوا صغارا. وقد ذكر ابن الملقن وغيره: أن للرافعي أخ اسمه: محمد، وكنيته أبو الفضائل، تعلم عند أبيه، وسمع منه الحديث، تفقه على أبي القاسم ابن فضلان. وحصل على الإجازة من ابن البَطي. وكانت له رحلات في العلم إلى: أصبهان، والري، وأذربيجان، والعراق. وسمع الحديث من: نصر الله القزاز، وابن الجوزي. واستوطن بغداد، وولي مشارفة أوقاف النظامية. وذكروا عنه: أنه كان فيه ديانة، وأمانة، وتواضع، وتودد، وحسن خلق، وأن معرفته بالحديث تامة، كما أن له كتابات كثيرة، -رغم أن خطه كان ضعيفا- فقد كتب الكثير من التفسير، والحديث، والفقه. قال ابن النجار: «وكان يذاكرني بأشياء، وله فهم حسن، ومعرفة. مات في ثامن عشرين جمادى الأولى، من سنة ثمان وعشرين وستمائة، وقد قارب السبعين»

### أولاده
للرافعي من الأولاد ولد ذكر اسمه: محمد، ولقبه: عزيز الدين، تعلم عند والده، وروى عنه الحديث. وبنت تزوجها أحد مشائخ قزوين، وأنجبت له أولادا كثيرين. ذكر ذلك ابن حجر في كتابه: التلخيص الحبير فقال:
«وللإمام الرافعي -رحمه الله- من الأولاد ولد ذكر، اسمه: محمد. ولقبه: عزيز الدين وبنت، ذكر أبو سعد المنسي، النسوي في "تاريخ خوارزم شاه": أن الإمام أبا القاسم الرافعي كانت له بنت، تزوجها رجل من مشايخ قزوين وأولدها أولادا كثيرة. وقرأت على الشيخ صلاح الدين -أبقاه الله- قال: رأيت بدمشق سنة أربعين وسبعمائة امرأة حضرت عند قاضي القضاة، تقي الدين السبكي، (عجمية)، فصيحة اللسان، ذكرت أنها من نسل الإمام الرافعي، وكانت تحفظ عقيدته التي صنفها، فقرأت منها قطعة، وهي عقيدة بديعة على طريقة أهل السنة، بعبارة فصيحة على عادته -رحمة الله عليه-.»

## مكانته وأقوال العلماء فيه
لأبي القاسم الرافعي مكانة ذكرها العلماء، قال عنه ابن قاضي شهبة: «إليه يرجع عامة الفقهاء من أصحابنا هذه الأعصار في غالب الأقاليم والأمصار.» وقال عنه ابن الملقن: أن له في الإِسلام مكانة مهمة، وأنه جدير بكل فضيلة، وأن سلفه رجالا ونساء كانوا من العلماء الأعلام. كان مرجعا للناس في الأخذ والفتوى، وكان إماما في الدين للعجم والعرب، خاتمة الأئمة من أصحابه المرجوع إلى قولهم. وقال ابن حجر العسقلاني نقلا عن أبي عبد الله محمد الإسفرايني في كلامه عن الرافعي أنه: إمام الدين، وناصر السنة. وأنه كان أوحد عصره في العلوم الدينية، في علم أصول الفقه، وعلم فروع الفقه، وكان مجتهد زمانه في المذهب الشافعي، وكان فريد وقته في تفسير القرآن، وكان له مجلس بقزوين للتفسير ولتسميع الحديث. وصفه ابن حجر العسقلاني بـالعالم الجليل، وقال بأن ما ذكر عنه العلماء يظهر ما كان عليه من علم وتبحر في شتى العلوم وما كان عليه من الزهد والتقى والصلاح. عده السيوطي من المجددين فقال أرجوزة مجددي الإسلام:
كان أبو القاسم عبد الكريم الرافعي من أعلام القرن السابع الهجري، وكان متضلعا في مختلف فنون العلم، (9) وخصوصا في العلوم الدينية، وكان أكثر اهتماما بعلم التفسير، وعلم الحديث، وروايته، وعلم اللغة العربية، وعلم أصول الفقه، وعلم الفقه، ذكر ابن حجر قول الأسنوي في كتاب الطبقات،  أن الرافعي: كان إماما في الفقه والتفسير والحديث والأصول، وغيرها، وأنه كان طاهر اللسان في تصنيفه، كثير الأدب، شديد الاحتراز في مراتب الترجيح. وذكر قول الذهبي أن أبا القاسم الرافعي: يظهر عليه اعتناء قوي بالحديث وفنونه في شرحه لمسند الشافعي. قال ابن قاضي شهبة في كلامه عن أبي القاسم الرافعي أنه: صاحب الشرح المشهور كالعلم المنشور، وإليه يرجع عامة الفقهاء من أصحابنا في هذه الأعصار في غالب الأقاليم والأمصار، ولقد برز فيه على كثير ممن تقدمه، وحاز قصب السبق، فلا يدرك شأوه إلا من وضع يديه حيث وضع قدمه. وذكر ابن العماد في كلامه عن أبي القاسم الرافعي بأنه: الإمام العلامة إمام الدين الشافعي، صاحب الشرح المشهور الكبير على المحرر، وقال عنه: أنه كان بارعا في العلم، انتهت إليه معرفة المذهب ودقائقه، وكان مع براعته في العلم رجلا صالحا، متصفا بالزهد، ذا أحوال وكرامات ونسك وتواضع.

### أقوال العلماء فيه
تحدث العلماء عن مكانة أبي القاسم الرافعي، وأخلاقه، وسيرته، وصلاحه، وتواضعه، وعمله في مجال التعليم، ورواية الحديث، واجتهاده، وتأليف الكتب، وبما يدل على مكانته، وكفائته العلمية. قال ابن قاضي شهبة: «الإمام العلامة إمام الدين، أبو القاسم القزويني الرافعي. صاحب الشرح المشهور كالعلم المنشور، وإليه يرجع عامة الفقهاء من أصحابنا في هذه الأعصار، في غالب الأقاليم والأمصار، ولقد برز فيه على كثير ممن تقدمه، وحاز قصب السبق، فلا يدرك شأوه إلا من وضع يديه حيث وضع قدمه.» قال الذهبي: «انتهت إليه معرفة المذهب» وقال تاج الدين السبكي: «وقال أبو عبد الله محمد ابن محمد الإسفراييني: هو شيخنا إمام الدين، وناصر السنة، كان أوحد عصره في العلوم الدينية أصولا وفروعا، مجتهد زمانه في المذهب، فريد وقته في التفسير كان له مجلس بقزوين للتفسير ولتسميع الحديث».
وقال أيضاً: «كان الإمام الرافعي متضلعا من علوم الشريعة تفسيرا وحديثا وأصولاً، مترفعا على أبناء جنسه في زمانه نقلا وبحثا وإرشادا وتحصيلا». «وأما الفقه؛ فهو فيه عمدة المحققين، وأستاذ المصنفين، كأنما كان الفقه ميتا، فأحياه وأنشره، وأقام عماده بعد ما أماته الجهل فأقبره، كان فيه بدرا يتوارى عنه البدر إذا دارت به دائرته، والشمس إذا ضمها أوجها، وجوادا لا يلحقه الجواد إذا سلك طرقا، ينقل فيها أقوالا، ويخرج أوجها، فكأنما عناه البحتري بقوله:
قال ابن الملقن: «وانتهت إليه رئاسة مذهب الشَّافِعي، ومعرفته بدقائقه في سائر البلاد». ذكر ابن الصلاح بأنه: عالم العجم والعرب. قال الحافظ الذهبي في كتاب: سير أعلام النبلاء: «قال ابن الصلاح: "أظن أني لم أر في بلاد العجم مثله؛ كان ذا فنون، حسن السيرة، جميل الأمر"». وقال أبو عبد الله محمد بن محمد الإسفراييني الصفار: «هو شيخنا إمام الدين ناصر السنة صدقا، أبو القاسم، كان أوحد عصره في الأصول والفروع، ومجتهد زمانه، وفريد وقته في تفسير القرآن والمذهب، كان له مجلس للتفسير وتسميع الحديث بجامع قزوين، صنف كثيرا وكان زاهدا ورعا سمع الكثير». وقال الإمام النواوي: هو من الصالحين المتمكنين، كانت له كرامات كثيرة ظاهرة». وقال ابن العماد الحنبلي: «الإمام العلاّمة إمام الدين الشافعي، صاحب «الشرح» المشهور الكبير على «الوجيز» وصاحب «المحرر»، انتهت إليه معرفة المذهب ودقائقه، وكان مع براعته في العلم صالحا، زاهدا، ذا أحوال وكرامات ونسك وتواضع». قال عنه النووي: «كان إماما، بارعًا، مُتَبَرعا، متبحرًا فِي علم المذهب، وعلوم كثيرة، وكان زاهدًا، ورعًا، متواضعًا.» قال ابن قاضي شهبة: كان زاهدا، ورعا، متواضعا، سمع الكثير، «قال الذهبي: ويظهر عليه اعتناء قوي بالحديث وفنونه في شرح المسند.» «وقال الإسنوي: صاحب شرح الوجيز الذي لم يصنف في المذهب مثله، وكان إماما في الفقه والتفسير والحديث والأصول وغيرها، طاهر اللسان في تصنيفه، كثير الأدب، شديد الاحتراز في المنقولات، فلا يطلق نقلا عن أحد غالبا إلا إذا رآه في كلامه، فإن لم يقف عليه فيه عبر بقوله وعن فلان كذا، شديد الاحتراز أيضا في مراتب الترجيح. قال: وأكثر أخذ بعد كلام الغزالي المشروح من ستة كتب: النهاية، والتتمة، والتهذيب، والشامل، وتجريد ابن كج، وأمالي السرخسي..، ومع ذلك إذا استقريت كتب الشافعية المطولة، وجدت الرافعي أكثر اطلاعا من كل من تقدمه.»

## في البحث والاستدلال
يعد الرافعي من محققي المذهب الشافعي، في القرن السابع الهجري،  وقد أبدى اهتماماً كبيرا بدراسة المذهب الشافعي، ويعد عند الفقهاء بدرجة مجتهد في المذهب، وحصلت اجتهاداته على القبول والإقرار في الأوساط العلمية، واعتمدت في القضاء والإفتاء والتعليم، وأصبحت كتبه ضمن المراجع المعتمدة في مذهب الشافعية. وكان له تحقيقات إضافية في الفقه المقارن، ومسائل الخلاف المتشعبة، وجمع الأقوال المتفرقة، والطرق المختلفة، وقام بتنقيح المذهب، وتحرير الأقوال والآراء والوجوه والطرق وتحقيق القول المعتمد أو الراجح في مذهب الشافعية، وجمع طرقه بعبارات موجزة، وكانت له استدلالات وترجيحات للأقوال وفق الأدلة التي استند إليها. ولم يقتصر على الترجيح في مسائل الخلاف، بل عمل على تحرير المذهب وتنقيحه، ومهد الطريق لمن يأتي بعده، وقد سار على منواله النووي في منهج الترجيح والتصحيح. وكان أبو القاسم الرافعي من أول العلماء الذين استخدموا المصطلحات الفقهية، وكانت ترجيحاته واختياراته تبنى على منهج الاستدلال، والتصحيح وفق ما يقتضيه الدليل. يعد الرافعي من أوائل متأخرى الشافعية،  وكان لمتقدمي الشافعية قبل فترة الرافعي مجهودات في نقل المذهب ودراسته، والبحث فيما يستجد، وكانت هناك مراجع هامة من كتب المتقدمين مثل: كتاب الأم للشافعي، ومختصر المزني، ثم بعد ذلك الحاوي الكبير للماوردي، ثم المهذب للشيرازي، ونهاية المطلب لإمام الحرمين، ثم الوسيط لأبي حامد الغزالي، وكان تعدد الأقوال يستدعي الجمع بين الطرق، وتحديد الراجح للعمل والفتوى، وقد حاول إمام الحرمين توحيد الطرق المتعددة، وتبعه تلميذه الغزالي، من خلال كتاب البسيط. وقد عمل الرافعي بعد ذلك على توحيد طريقتي العراقيين والخرسانيين، (10) والطرق والأوجه المختلفة، من خلال جمع مواضع الخلاف، واستعراض أدلتها، والترجيح بحسب قوة الدليل، وتحديد مراتبها حينما يكون هناك قول ضعيف وقوي وأقوى، أو راجح وأرجح، وبيان ما هو في أصل المذهب، أو من قول الشافعي، أو من كلام الأصحاب، أو ما عليه الأكثرون، أو ما عليه الفتوى؛ ليكون العمل والفتوى على الراجح عند قوة الدليل، إذ أن تعدد الأقوال في المسألة الواحدة قد يؤدي إلى تشتيت الفكر عند العامة، ووقوعهم في إشكال أو حرج. كان للرافعي اطلاع على كتب السابقين في المذهب، ورواية الأوجه والطرق في المذهب، والمذاهب الأخرى، وما فيها من أقوال وآراء، وجمع ما تفرق منها، وقد استفاد الرافعي من والده الذي كان متضلعا في الفقه والحديث، بالإضافة إلى مشائخه الآخرين، وإلى عمله في نقل الأقول، والتفسير وروايته للحديث، والتدريس والفتوى. قال عنه ابن الملقن: «وكان -رحمه اللهَّ- طاهر اللسان فِي تصنيفه، كثير الأدب، شديد الاحتراز فِي النقول، فلا يُطلق نقلا عن أحد إلا إِذا وقف عليه من كلامه، فإن لم يقف عليه؛ عبَّر بقوله: وعن فلان كذا.» وذكر عنه: أنه كان شديد الاحتراز في مراتب الترجيح، فيقول تارة: «على الأصح»، وتارة يقول: «عند الأكثرين» أو: «عند فلان»، وأحيانا يعبر عما هو من جهته فيقول مثلا: «الأحسن، والأعدل، والأشبه، والأمثل، والأقرب، والأنسب، أو ينبغي كذا».
وقد جاء النووي من بعده، وحذا حذوه في التحقيق والترجيح، وكانت له اجتهادات واختيارات إضافية، جمعها في كتبه، وتعد كتب الرافعي، وكتب النووي من أهم المرجع المعتمدة عند متأخرى الشافعية في الفقه الشافعي والعمدة في تحقيق المذهب، والمعتمد لدى المفتي وغيره. قال ابن النقيب، في مقدمة كتاب (عمدة السالك): «هذا مختصر على مذهب الإمام الشافعي رحمة الله تعالى عليه ورضوانه، اقتصرتُ فيه على الصحيح من المذهب عند الرافعي والنووي، أو أحدهما، وقد أذكر فيه خلافاً في بعض الصور، وذلك إذا اختلف تصحيحهما، مقدماً لتصحيح النووي جازماً به، فيكون مقابله تصحيح الرافعي.»

### مع جلال الدين خوارزم شاه
كان لأبي القاسم الرافعي مكانة عند الولاة، وقد كان له موقف مع السلطان جلال الدين خوارزم شاه، وهو: جلال الدين ابن علاء الدين خوارزم شاه، (11) يعرف بـ (جلال الدين منكبرتي). وفي سنة ثلاث وعشرين وستمائه هجرية (623 هـ) -وهي السنة التي كان فيها وفاة الرافعي- دخل السلطان جلال الدين قزوين، والتقى بالإمام الرافعي، وتحادثا، وقال له الرافعي: سمعت أنك قاتلت الكفار حتى جمد الدم على يدك، وطلب منه أن يريه يده ليقبلها، فقال له السلطان: لا بل أنا الذي سيقبل يدك، ثم قبل السلطان يد الشيخ. قال الذهبي: «وقال الشيخ تاج الدين الفزاري: حدثنا ابن خلكان، أن خوارزم شاه غزا الكرج، وقتل بسيفه حتى جمد الدم على يده، فزاره الرافعي وقال: "هات يدك التي جمد عليها دم الكرج حتى أقبلها" قال: لا بل أنا أقبل يدك، وقبل يد الشيخ». قال تاج الدين السبكي: «نقلت من خط الحافظ صلاح الدين خليل ابن كيكلدي العلائي، نقلت من خط الحافظ علم الدين أبي محمد القاسم ابن محمد البرزالي، نقلت من خط الشيخ الإمام تاج الدين ابن الفركاح، أن القاضي شمس الدين ابن خلكان حدثه أن الإمام الرافعي توفي في ذي القعدة، سنة ثلاث وعشرين وستمائة، وأن خوارزم شاه، يعني: جلال الدين غزا الكرج بتفليس في هذه السنة، وقتل فيهم بنفسه حتى جمد الدم على يده، فلما مر بـقزوين خرج إليه الرافعي، فلما دخل إليه أكرمه إكراما عظيما، فقال له الرافعي: سمعت أنك قاتلت الكفار حتى جمد الدم على يدك، فأحب أن تخرج إلي يدك لأقبلها، فقال له السلطان: بل أنا أحب أن أقبل يدك، فقبل السلطان يده».

### في العقيدة
كان أبو القاسم الرافعي في العقيدة على مذهب أهل السنة والجماعة، على طريقة أهل السنة والجماعة، أهل السنة الأشاعرة،  قال ابن حجر العسقلاني: «وقرأت على الشيخ صلاح الدين -أبقاه الله- قال: رأيت بدمشق سنة أربعين وسبعمائة امرأة حضرت عند قاضي القضاة، تقي الدين السبكي، (عجمية)، فصيحة اللسان، ذكرت أنها من نسل الإمام الرافعي، وكانت تحفظ عقيدته التي صنفها، فقرأت منها قطعة، وهي عقيدة بديعة على طريقة أهل السنة، بعبارة فصيحة على عادته-رحمة الله عليه-.»

### نسكه وتواضعه
كان أبو القاسم الرافعي صاحب نسك، وتواضع، ذكر العلماء أنه اتصف بـالورع والزهد والتقى، وأنه كان نقيا طاهر الذيل، مراقبا لله ذو سيرة رضية مرضية، وطريقة زكية، مشتغلا بالعلم والعبادة، قال السبكي: «وكان -رحمه الله- ورعا زاهدا تقيا نقيا طاهر الذيل مراقبا لله له السيرة الرضية المرضية والطريقة الزكية، والكرامات الباهرة». «قال ابن الصلاح: أظن أني لم أر في بلاد العجم مثله، قلت: لا شك في ذلك». قال النووي: «الرافعي من الصالحين المتمكنين، كانت له كرامات كثيرة». قال الذهبي: «وكان من العلماء العاملين، يذكر عنه تعبد ونسك وأحوال وتواضع، انتهت إليه معرفة المذهب». ذكر ابن الملقن أن الرافعي كان متقللا من الدنيا، وأنه عند سفره إلى المدينة المنورة، كان يملي فيها الحديث، على الذين يروون عنه الحديث، وكان الحافظ عبد العظيم المنذري، ممن يأخذ عنه الحديث في المدينة، فلم يعرفه في بداية الأمر؛ لما كان يظهر عليه من التواضع والبساطة. قال ابن الملقن أيضا: «قرأت على شيخنا صلاح الدين قال: سمعت قاضي القضاة أبا عبد الله محمد ابن عبد الرحمن القزويني -تغمده الله بعفوه- يحكي عن مشايخ بلده: أن سبب تصنيف الإِمام أبي القاسم الرافعي الشرح الصغير: أن بعض الفقهاء قصد أن يختصر الشرح الكبير، فبلغ ذلك الإمام الرَّافِعي فخاف أَن يفسده عليه بالتغيير، لقصور عبارة ذلك الرجل، فقال له الإِمام أبو القاسم: أَنا أختصِره لك، ولكن لا أقدر على الورق. وكان ذلك الرجل -أيضا- فقيرا، فلم يمكنه إلا أن أحضر للإِمام أبي القاسم من الورق المكتوب الذي يباع شيئا كثيرا، فَكتب الإِمام الشَّرح الصغير في ظهوره، حتى أكمله، ثم نقل من تلك الظهور. قلت: «وهذه الحكاية مما يدل على زهد الإمام الرافعي، وتقلُّلِهِ من الدنيا»».

## مؤلفاته

المحرر

لأبي القاسم الرافعي مؤلفات في الفقه، والحديث، والتاريخ، والتراجم، والرقائق وغيرها، من أهم مؤلفاته التي ذكرها العلماء: الشرح الكبير، والشرح الصغير، والتدوين في ذكر أهل العلم بقزوين، وشرح مسند الشافعي، و المحرر في الفقه، والتذنيب على الشرحين، والأمالي الشارحة لمفردات الفاتحة، والمحمود في الفقه،
- وأهم مؤلفاته: كتاب فتح العزيز، في الفقه ويسمى: الشرح الكبير في فروع المذهب، وهو شرح لكتاب الوجيز للغزالي الطوسي.[50] ويسمى أيضا: الفتح العزيز في شرح الوجيز، قال عنه تقي الدين ابن الصلاح: «لم يشرح الوجيز بمثله»، قال التاج السبكي: «وكفاه بـالفتح العزيز شرفا، فلقد علا به عنان السماء مقدارا، وما اكتفى، فإنه الذي لم يصنف مثله في مذهب من المذاهب، ولم يشرق على الأمة كضيائه في ظلام الغياهب»[51] وشرح آخر صغير للوجيز أيضا في الفقه يسمى: بـ (الشرح الصغير)، قام بتأليفه بعد فراغه من الشرح الكبير؛ ليكون اختصارا للشرح الكبير، وشرحا مختصرا للوجيز،
- وله كتاب: المحرر في الفقه أيضا، وهو ملخص دراسته في علم فروع الفقه، وهو مختصر حوى فقه المذهب الشافعي، بطريقة مختصرة ويعد من أهم الكتب المعتمدة عند متأخري الشافعية، وقد اختصره النووي في متن منهاج الطالبين. وقال في مقدمة الكتاب: «وقد أكثر أصحابنا رحمهم الله من التصنيف من المبسوطات والمختصرات، وأتقن مختصر: «المحرر» للإمام أبي القاسم الرافعي ذي التحقيقات، وهو كثير الفوائد، عمدة في تحقيق المذهب، معتمد للمفتي وغيره من أولى الرغبات.»[52] قال ابن الملقن: «ومنها: المُحَرَّر وهو كاسمه، وما أكثر نفعه، مع صغر حجمه.»[12]
- وله كتاب: شرح مسند الشافعي أو: (شرح المسند)، فرغ منه سنة: 612 هـ، قال في أوله: «ابتدأت في إملائه في رجب سنة ثنتي عشرة وستمائة» وهو عقب فراغه من تأليف «الشرح الكبير».[53] قال عنه الذهبي: يظهر عليه اعتناء قوي بالحديث وفنونه في شرح: المسند[54] قال ابن الملقن: «ومنها: شرح مُسْند الإِمام الشَّافِعِي، وهو كتاب نفيس، قال الإِسفراييني المتقدم ذكره: أَسْمَعَه مُصَنفه سنة تسع عشرة وستمائة.»[12] قال الذهبي: شرح: مسند الشافعي في مجلدين تعب عليه.[10]
- وله كتاب؛ التذنيب وهو فوائد وتعليقات على الشرحين، [55]
- وله كتاب: الأمالي الشارحة لمفردات الفاتحة في الحديث أملاها في ثلاثين مجلسا على كلمات الفاتحة،
- وله في الحديث: أربعون حديثا رواها من أنواع الحديث المسلسل،
- وكتاب التدوين في ذكر أهل العلم بقزوين وهو كتاب في التاريخ والتراجم،
- وله: الإيجاز في أخطار الحجاز، وهو مجموعة من المباحث والفوائد خطرت له أثناء سفره للحج، قال تاج الدين السبكي في كتاب الطبقات الكبرى: والصواب: «خطرات» أو «خواطر الحجاز»، ولعله قال ذلك، والخطأ من الناقل.
- وله قطعة في العقيدة،
- وله: «كتاب: المحمود في الفقه لم يتمه، قال تاج الدين السبكي: ذكر لي أنه في غاية البسط، وأنه وصل فيه إلى أثناء الصلاة، في ثمان مجلدات.قال: وقد أشار إليه الرافعي في الشرح الكبير في باب الحيض، أظنه عند الكلام في المتحيرة.[21]

### الشرح الكبير

الشرح الكبير

الشرح الكبير في فروع المذهب أو فتح العزيز شرح الوجيز ويسمى أيضاً: الفتح العزيز. وهو من أهم الكتب في فروع الفقه، والذي صار يعرف به مؤلفه، فكثير من المترجمين له يسمونه: «صاحب الشرح الكبير» أو: (صاحب الشرح)، المسمى بـالعزيز وقد تورع بعضهم عن إطلاق لفظ العزيز مجردا على غير كتاب الله، فقال: (الفتح العزيز في شرح الوجيز). كما أن له شرح آخر صغير في الفقه يسمى بـ (الشرح الصغير). وكتاب الشرح الكبير هو شرح لكتاب الوجيز لأبي حامد الغزالي. اختص هذا الكتاب بكونه حاويا لمذهب الشافعية، بطريقة لم يسبقه إليها من قبله، فقد كان له اختيارات، وترجيحات، وتنقيح الأقوال بألفاظ موجزة في إفادة المقصود، وأضاف إلى الشواهد من نصوص الحديث النبوي. اختصره النووي في كتاب: روضة الطالبين، وذكر في مقدمة الكتاب: أن هناك مؤلفات كثيرة ومتنوعة، ولكنها على ما هي عليه من الاختلاف في الاختيارات، وكان لا تحقق المذهب إلا أفراد من الموفقين الغواصين أصحاب الهمم العالية، وقال: «فوفق الله سبحانه وتعالى -وله الحمد- من متأخري أصحابنا من جمع هذه الطرق المختلفات، ونقح المذهب أحسن تنقيح، وجمع منتشره بعبارات وجيزات، وحوى جميع ما وقع له من الكتب المشهورات، وهو الإمام الجليل المبرز المتضلع من علم المذهب أبو القاسم الرافعي ذو التحقيقات، فأتى في كتابه: شرح الوجيز بما لا كبير مزيد عليه من الاستيعاب، مع الإيجاز والإتقان وإيضاح العبارات، فشكر الله الكريم له سعيه، وأعظم له المثوبات، وجمع بيننا وبينه مع أحبابنا في دار كرامته مع أولي الدرجات، وقد عظم انتفاع أهل عصرنا بكتابه لما جمعه من جميل الصفات.»
قال تقي الدين ابن الصلاح في كلامه على الشرح الكبير: «لم يشرح الوجيز بمثله». وعلق على كلامه ابن الملقن بقوله: "بل لم يصنف فِي المذهب مثله"، وقال: «قرأت على شيخنا: صلاح الدين -بالقدس الشريف- قال: سمعت شيخنا العلامة الرباني أبا إسحاق إبراهيم ابن عبد الرحمن الفزاري -غير مرة- يقول: ما يعرف قدر الشرح للرافعي إلا بأن يجمع الفقيه المتمكن في المذهب الكتب التي كان الإمام الرَّافِعِيّ يستمد منها، ويصنف شرحًا للوجيز، من غير أن يكون كلام الرّافعي عنده، فحينئذٍ يعرف كل أحد قصوره عما وصل إلي إليه الإمام الرافعي". هذا أو معناه.»
اشتمل الشرح الكبير على الأحكام مقرونة بأدلتها من الحديث، وقام بتخريج الأحاديث التي شملها كتاب الشرح الكبير مجموعة من العلماء منهم: الزركشي، وابن الملقن، وابن حجر العسقلاني في كتاب التلخيص الحبير وقال: «فقد وقفت على تخريج أحاديث شرح الوجيز، للإمام أبي القاسم الرافعي -شكر الله سعيه- لجماعة من المتأخرين، منهم القاضي عز الدين بن جماعة، والإمام أبو أمامة ابن النقاش، والعلامة سراج الدين عمر بن علي الأنصاري، والمفتي بدر الدين محمد بن عبد الله الزركشي، وعند كل منهم ما ليس عند الآخر من الفوائد والزوائد، وأوسعها عبارة وأخلصها إشارة كتاب شيخنا سراج الدين..»

## من كلام الرافعي
من شعر الرافعي في كتابه: (الأمالي):
قال ابن الملقن: وَله مع ذلك شعر حسن، فمن ذلك ما ذكره في أماليه، وفيها له:
وفيها له:
قال تاج الدين السبكي: «من شعر الرافعي مما ليس في (الأمالي)، أنشدنا قاضي القضاة جلال الدين محمد ابن عبد الرحمن القزويني، في كتابه، عن والده، عن أبي القاسم الرافعي، أنه أنشده لنفسه:
ومن كلام الرافعي في كتابه: (الأمالي):
ومن شعر الرافعي في ختام أماليه:

## وفاته
توفي الرافعي في شهر ذي القعدة سنة: ثلاث وعشرين وستمائة، هجرية (623 هـ) قال الذهبي: «وقال ابن خلكان: توفي في ذي القعدة سنة ثلاث وعشرين وستمائة وقال الرافعي: سمعت من أبي حضورا في الثالثة سنة ثمان وخمسين وخمسمائة».
قال تاج الدين السبكي:
«نقلت من خط الحافظ صلاح الدين خليل ابن كيكلدي العلائي، نقلت من خط الحافظ علم الدين أبي محمد القاسم ابن محمد البرزالي، نقلت من خط الشيخ الإمام تاج الدين ابن الفركاح، أن القاضي شمس الدين ابن خلكان حدثه أن الإمام الرافعي توفي في ذي القعدة، سنة ثلاث وعشرين وستمائة».

## هوامش وملاحظات
1 الرافعي: نسبة إلى رافع -أحد أجداده-، ويعود نسبة إلى الصحابي رافع ابن خديج، وهو الجد الأول الذي ينسب إليه الرافعية الذين استوطنوا قزوين، وتعاقبت ذرياتهم، كما أن الرافعية يطلق على آخرين نسبتهم إلى رجل من العرب اسمه (رافع)، أو كنيته أبو رافع، سكن أحدهما قزوين، والآخر همذان، وكان لكل منهما أولادا يقال لهم: الرافعية. انظر: كتاب التدوين للرافعي، ج1 ص: 113.
2 همذان: بالذال المعجمة، ويقال لها أيضا: همدان بالدال المهملة بعد الميم الساكنة، اسم بلدة تقع حاليا ضمن إيران، وهي غير همدان بالدال المهملة: اسم قبيلة من قبائل اليمن.
3 أصفهان: بالفاء الموحدة بعدها هاء، ويقال لها أيضا: أصبهان، بالباء الموحدة قبل الهاء، اسم البلد الواقعة حاليا ضمن إيران.
4 التعليق: مصدر علق بتشديد اللام، تعليقا، يقال: علق الحبل فوق الشجرة، ومنه التعليقة لزينة المرأة، وفي عرف أهل العلم بمعنى: ما يكتبه التلميذ عن شيخه من معلومات أو فوائد وغيرها أثناء التحصيل، ومعنى التعليق: الكتابة، ويطلق أيضا على المكتوب، ويسمى أيضا: أمالي أو تعليقات.
5 بالموسم: موسم السفر للحج
6 رمز: (ح) حرف الحاء المهملة، في اصطلاح علماء الحديث، هو: رمز يكتب في سياق ذكر سند الحديث؛ بقصد الاختصار، ويدل على معنى: تحويل السند عند تعدد الطرق.
7^ ذكره ابن الملقن في كتاب البدر المنير، نقلا عن ابن نقطة الحافظ في ذيله على كتاب الأمير ابن ماكولا.
8 المدارس النظامية: نسبة إلى مؤسسها نظام الملك -أشهر وزراء السلاجقة- وكان أشهر هذه المدارس المدرسة النظامية ببغداد والمدرسة النظامية بخراسان، بالإضافة إلى مدارس فرعية أخرى، واشتهرت هذه المدارس بدراسة الفقه الشافعي.
9 المتضلع: مادته: (ض ل ع)، وفعله تضلع، والتضلع في الحقيقة امتلاء الجوف شبعا وريا، يقال: «تضلع في شرب الماء» إذا شرب الماء بقدر كبير حتى انتفخت أضلاعه، والمقصود هنا مجازي، بمعنى: كثرة ما أخذ من العلم، وسعة ما لديه منه، يقال: رجل متضلع في العلم، أي: أنه حوى من العلم قدرا كبيرا، فيما أخذه وحصله وجمعه وحفظه من العلم، وحواه صدره، فهو في ذلك كمن امتلئ ريا وشبعا حتى انتفخت أضلاعه. والضلع: العظم المنحني في الجنب. فالمتضلع في العلم بمعنى: المتبحر فيه، الذي له منه قدر كبير، ومحصلة واسعة.
10 طريقة العراقيين من فقهاء الشافعية: نسبة إلى مدارس الفقه في العراق، والتي كان مركزها الأول في بغداد، وأبرز مدارسها المدرسة النظامية ببغداد، ومن أبرز أعلامها: أبو إسحاق الشيرازي صاحب كتاب المهذب، وطريقة الخرسانيين من فقهاء الشافعية: نسبة إلى مدارس الفقه الشافعي في خراسان، والتي كان من أشهرها المدرسة النظامية بنيسابور، ومن أبرز أعلامها: إمام الحرمين الجويني، وتلميذه أبو حامد الغزالي.
11^ خوارزم شاه بالفارسية: لقب مركب من كلمتين أحدهما: خوارزم، أي: البلاد المسمى: خوارزم، وثانيهما: شاه بمعنى: ملك أو سلطان، والمعنى: ملك أو سلطان بلاد خوارزم.
1. ↑  محمد بن عبد الكريم الرافعي ترجم له ولده أبو القاسم عبد الكريم المتوفى سنة 623 هـ في مقدمة كتابه التدوين في ذكر أهل العلم بقزوين ج1 ص: 113. والذهبي في تاريخ الإسلام، والسبكي في الطبقات الكبرى، والأسنوي، وابن هداية الله.
2. ↑  أحمد بن إسماعيل الطالقاني ترجم له تلميذه الإمام الرافعي في كتاب: "التدوين في ذكر أهل العلم بقزوين" وفي أماليه، وابن قاضي شهبة في كتاب: طبقات الشافعية، والذهبي في سير أعلام النبلاء.
3. ↑  العلماء المتأخرون: الذين كانوا في حدود ما بعد القرن الخامس الهجري تقريبا، والمتقدمون هم الذين كانوا في الفترة قبل ذلك.
4. ↑  ذكر في تحقيق كتاب شرح الكوكب المنير عنه أن الرافعي: «كان متضلعاً من علوم الشريعة تفسيرا وحديثا وأصولاً، وكان ورعا تقيا زاهدا، طاهر الذيل، مراقبا لله، ويعتبر مع النووي من محرري المذهب الشافعي ومحققيه في القرن السابع.» انظر: تحقيق كتاب شرح الكوكب المنير، محمد الزحيلي، ونزيه حماد.
5. ↑  بعد ما قام إمام الحرمين بتأليف كتاب نهاية المطلب في دراية المذهب: جاء تلميذه الغزالي بعده بتأليف كتاب سماه: البسيط، يحوي كتاب نهاية المطلب، ثم قام الغزالي بعد ذلك باختصار البسيط في كتاب: الوسيط، ثم اختصر الوسيط في كتاب الوجيز، فجاء الرافعي بعد ذلك وقام بشرح كتاب الوجيز في كتاب: الشرح الكبير.